# Club Social y Deportivo Juan Ferreira (voleibol masculino)
O  Club Social y Deportivo Juan Ferreira ,  é  um time uruguaio de voleibol indoor masculino da  cidade de Montevidéu.Clube fundando em 1941 e retomado as atividades no naipe feminino a partir de 2012sagrou-se campeão da Liga Uruguaia (Livosur) de 2019 dirigido por Paola Galusso, a pirmeira mulher a conquistar talk feito a frente de um time masculino no país e qualificou-se para o Campeonato Sul-Americano de Clubes de Voleibol Masculino de 2020.

## Histórico

### Títulos conquistados
- Campeonato Uruguaio(’1 vez'’'): 2019
- Campeonato Sul-Americano de Clubes:(não possui)